# Hoplopleura disgrega
Hoplopleura disgrega är en insektsart som beskrevs av Ferris 1921. Hoplopleura disgrega ingår i släktet Hoplopleura och familjen gnagarlöss. Inga underarter finns listade i Catalogue of Life.